# スエカ
スエカ（Sueca）は、スペイン・バレンシア州バレンシア県にあるムニシピ（基礎自治体）。 

## 地理
フカル川の左岸に位置する。スエカの街は7kmにわたって地中海に面しているが、東側はセラ・デ・クリェラによって11km地中海から切り離されている。ムーア人時代に由来する平屋根の家々、視点砲塔（展望塔）、馬蹄形アーチの灌漑システムが見られる。オレンジを輸出しているが、稲作も主要な産業である。

## 人口
| スエカの人口推移 1990－2011                             |
|                                                         |
| 出典:INE（スペイン国立統計局）1900年 - 1991年、1996年 - |

## 出身者
- ジュゼップ・ベルナト・イ・バルドビ（スペイン語版） (1809-1864) : ジャーナリスト・著作家。
- ホセ・セラーノ・シメオン（スペイン語版） (1873-1941) : 演奏家・作曲家。
- ニコラウ＝プリミティウ（スペイン語版） (1877-1971) : 著作家・編集者。
- ビルトゥデス・クエバス（スペイン語版） (1913-2010) : 軍人。
- ジョアン・フステル (1922-1992) : 著作家・随筆家。
- アントニオ・プチャデス (1925-2013) : サッカー選手、元スペイン代表。
- パスクアル・カラスケル・ブラスコ（スペイン語版）(1926- ) : 芸術家。
- アントニオ・ガルシーア＝パンド（スペイン語版） : 陸上競技選手・指導者。
- ジョアン・バルドビ（スペイン語版） (1958-) : 政治家。

## 姉妹都市
1995年には日本の三重県志摩郡磯部町と姉妹都市提携を結んで交流事業を行っていたが、2000年3月にスエカ側の事情により姉妹都市提携を解消した。